# 梅本淳一
梅本 淳一（うめもと じゅんいち、1967年6月4日 - ）は、兵庫県西宮市出身の実業家。現役レーシングドライバー。大阪府高槻市在住。

## プロフィール
- 身長：165 cm
- 体重：73kg
- 血液型：O型
- 既婚
- 言語　日本語　英語　タイ語
- ペット：亀　犬　猫
- 趣味：マリンスポーツ

## 経歴
1967年に兵庫県西宮市夙川で生まれる。タイ王国バンコクで幼少期を過ごす。バンコク日本人小学校に在籍。
帰国後は吹田市に在住し、関西大学第一中学校、大阪府立茨木高等学校、立命館大学法学部に在籍。
1989年の立命館大学在学中にジェイズ・コーポレーションを起業し、1991年に株式会社ジェイズ・コーポレーション（J'S RACING）を設立、現・代表取締役。その他に、運輸部門の株式会社ジェイズトランス社（株式会社ジェイズ・コーポレーション100％持ち株会社）を設立し経営をしている。
株式会社ジェイズ・コーポレーションの商標登録であるJ'S RACINGというHONDA車専門のチューニングパーツブランドを世界シェア２位まで育て上げ、日本国内代理店20社以上、海外現地法人3社（J'S RACING USA , J'S RACING CANADA ,J'S RACING AUSTRALIA） 海外代理店48社（25か国）以上の協力を得て幅広い販売展開をしている。また自動車本体や自動車部品の国内販売や海外販売、レンタカー部門の拡充により、売上高約76億円（33期）※単独　を達成している。
2011年1月に、大阪ミナミエリアの繁華街を自家用車で走行中に歩行者をひき逃げしたとして傷害致死罪で起訴された。しかし事故当時梅本の運転する車を、酒に酔った集団が殴る蹴るなどの暴行を行ったことが公判で徐々に明らかになり、梅本のとった緊急回避行動が正当防衛であると認められた。2012年3月16日、大阪地裁において、傷害致死罪に対して無罪判決、救護義務違反（ひき逃げ）に対して無罪判決、自動車運転過失致死傷に対して無罪判決等、全ての起訴内容について無罪判決が言い渡された（ただし事故を警察に通報しなかったとして報告義務違反で罰金5万円を課された）。
事件後、再び株式会社ジェイズ・コーポレーション（J'S RACING）の代表取締役に復帰し、かつてより出演していたビデオマガジン、ホットバージョンの企画「峠最強伝説」への出演を意欲的に行っている他、自らの運転でスーパー耐久、ニュルブルクリンク24時間レース、ドバイ24時間耐久レースなどの世界各国の耐久レースに参戦し、レーシングドライバーとしても活動している。
近年は、4時起きのライフスタイルが功を奏し、関連各社の業績拡大や新社屋建設、M＆A案件の成約に奮闘し多大な功績を残している。また趣味のマリンスポーツでは、yachtやjetskiで休暇を満喫している。

## レース参戦歴（日本国内）
- 1993年 - 鈴鹿フレッシュマントロフィーシリーズ　N1クラス　CIVIC EF9
- 1994年 - 鈴鹿フレッシュマントロフィーシリーズ　N1クラス　CIVIC EG6
- 1995年
  - 鈴鹿クラブマンレース 　N1クラス　CIVIC EG6
  - シビックワンメークレースインターカップシリーズ CIVIC EG6
- 1996年
  - 鈴鹿クラブマンレース N1クラス INTEGRA TYPE-R DC2  （＊シリーズチャンピオン）
  - 東北シビックワンメークレースシリーズ CIVIC EG6
  - F1チャレンジカップシビックワンメークレース CIVIC EK4
  - シビックワンメークレースインターカップシリーズ CIVIC EG6
- 1997年-2002年
  - 鈴鹿クラブマンレースシビックワンメークレース　CIVIC EK4
  - 西日本シビックワンメークレースシリーズ　  CIVIC EK4
- 2003年 - スーパー耐久シリーズ・クラス4　S2000 AP1 （シリーズ6位）
- 2004年 - スーパー耐久シリーズ・クラス4　S2000 AP1 （シリーズ8位）
- 2005年 - スーパー耐久シリーズ・クラス3　S2000 AP1
- 2006年 - スーパー耐久シリーズ・クラスSTS S2000 AP1 （＊シリーズチャンピオン）
- 2007年 - スーパー耐久シリーズ・クラス3　NSX NA2
- 2008年 - スーパー耐久シリーズ・クラス4　CIVIC TYPE-R FD2 （シリーズ3位）
- 2009年 - スーパー耐久シリーズ・クラス4　CIVIC TYPE-R FD2
- 2010年 - スーパー耐久シリーズ・クラス4　S2000 AP1 （シリーズ8位）
- 2013年 - スーパー耐久シリーズ・クラス5　FIT GE8
- 2014年 - スーパー耐久シリーズ・クラス5　FIT GK5 （＊シリーズチャンピオン）
- 2015年 - スーパー耐久シリーズ・クラス5　FIT GK5 （＊シリーズチャンピオン）
- 2016年 - スーパー耐久シリーズ・クラス5　FIT GK5 （＊シリーズチャンピオン）
- 2017年 - スーパー耐久シリーズ・クラス5　FIT GK5
- 2018年 - スーパー耐久シリーズ・クラス5　FIT GK5
- 2019年 - スーパー耐久シリーズ・クラス5　FIT GK5
- 2020年 - スーパー耐久シリーズ・クラス5　FIT GK5（＊シリーズチャンピオン）
  - TCR Japanシリーズ　ALFAROMEO GIULIETTA TCR
- 2023年 - TCR Japanシリーズ CIVIC TYPE-R TCR FK8
- 2024年 - TCR Japanシリーズ CIVIC TYPE-R TCR FL5

## レース参戦歴（海外）
- (2005年) - Malaysia Sepang MME 12時間レース CIVIC TYPE-R EK9（リタイア）
- (2006年) - Malaysia Sepang MME 12時間レース CIVIC TYPE-R EK9（リタイア）
- (2007年) - Malaysia Sepang MME 12時間レース S2000 AP1（4位）
- (2008年) - Malaysia Sepang MME 12時間レース S2000 AP1（1位）
- (2009年)
  - Malaysia Sepang1000km INTEGRA DC2
  - Malaysia Sepang MME 12時間レース S2000 AP1（2位）
- (2010年)
  - Malaysia Sepang1000km INTEGRA DC2
  - Malaysia Sepang MME 12時間レース　ALTEZZA　SXE10（リタイア）
  - UK SilverStone Britcar24時間レース Synchro FIT GE8
- (2012年)
  - Nürburgring VLN6 4時間レース Renaut Clio Cup
  - Nürburgring VLN7 6時間レース Renaut Clio Cup
  - Nürburgring VLN8 4時間レース Renaut Clio Cup
  - Nürburgring VLN9 4時間レース Renaut Clio Cup
- (2013年)
  - Nürburgring VLN3 4時間レース Renaut Clio Cup（3位）
  - Nürburgring 24時間レース Renaut Clio Cup（3位）
  - Barcelona 24時間レース Renaut Clio Cup（2位）
  - Nürburgring VLN10 4時間レース Renaut Clio Cup（5位）
- (2014年)
  - Dubai 24時間レース INTEGRA TYPE-R DC5（5位）
  - Nürburgring 24hQF 6時間レース Renaut Clio Cup（1位）
  - Nürburgring 24時間レース・クラスSP3 Renaut Clio Cup（リタイア）
  - Nürburgring VLN7 6時間レース Renaut Clio Cup（3位）
  - Nürburgring VLN8 4時間レース Renaut Clio Cup（5位）
  - Nürburgring VLN9 4時間レース Renaut Clio Cup（3位）
  - Thailand BUIRAM Super Cup FIT GK5 （5位-リタイア）
  - China GIC  6時間レース CIVIC TYPE-R FD2（1位）
- (2015年)
  - Dubai 24時間レース INTEGRA TYPE-R DC5（4位）
  - Nürburgring 24時間レース・クラスSP3 Renaut Clio Cup（リタイア）
  - China GIC  5時間レース CIVIC TYPE-R FD2（6位）
  - Malaysia Sepang1000km FIT GK5（6位）
  - China GIC  6時間レース CIVIC TYPE-R FD2（3位）
- (2016年)
  - Dubai 24時間レース INTEGRA TYPE-R DC5（2位）
  - Nürburgring 24時間レース・クラスSP3 Renaut Clio Cup（1位）
  - China GIC  CEC 12時間レース　NISSAN Tida（1位）
- (2017年)
  - Dubai 24時間レース INTEGRA TYPE-R DC5（リタイア）
  - Nürburgring 24時間レース・クラスSP3 Renaut Clio Cup（2位）
- (2018年)
  - Nürburgring 24時間レース・クラスSP3 Renaut Clio Cup（5位）
  - Malaysia Sepang1000km FIT GK5
- (2019年)
  - Nürburgring 24時間レース・クラスSP3 Renaut Clio Cup
- (2024年)
- Nürburgring 24時間レース・クラスTCR   CUPRA  TCR DSG
- Barcelona 24時間レース・クラスTC CUPRA  TCR DSG
- Malaysia Sepang1000km SUZUKI SWIFT
- (2025年)
- Dubai 24時間レース　クラスTC CUPRA  TCR DSG
- Spa-Francorchamps 12時間レース・クラスTC CUPRA  TCR DSG
- Nürburgring 24hQF レース　クラスTCR   CUPRA  TCR DSG
- Nürburgring 24時間レース・クラスST3T   CUPRA  TCR DSG

## 出演
VIDEO
- ホットバージョン　峠最強伝説にジェイズのS2000を参戦させ、「魔王」の称号を持つ。
- ベストモータリング
- VTEC CLUB

雑誌
- Option (雑誌)
- OPTION2

TV
- クローズアップ現代　2012/07/04放送
- 走改☆車楽